# فقه‌اللغه ایرانی
فقه‌اللغهٔ ایرانی یا تاریخ فقه‌اللغهٔ ایرانی دائرةالمعارف معروفی است در زمینهٔ زبانشناسی، ادبیات و هنر ایرانی که توسط برخی از دانشمندان کشور آلمان از جمله گایگر، گلدنر، نلدکه، اشپیگل، فردیناند یوستی، مارکوارت و بارتولومه و دیگران نوشته شده‌است.

## منبع
- «اخبار دانشکده ادبیات هفته ایران و آلمان». مجلهٔ میان رشته‌ای. تهران (۵۳). ۱۳۴۵.